# Паметник на Аврелиян (Копривщица)
Паметник на Аврелиян е паметникът на казак, загинал за освобождението на Копривщица по време на Освободителната Руско-турската война 1877 – 1878 година.
Паметникът се намира в района на местностите Джафарица и Рейница, срещу другата забележителност по тези места – Сополивите камъни, на около 6 km по пътя към град Стрелча. Паметникът е направен по поръчка на местен инициативен комитет, съставен от общественици и културни дейци и е изграден с обществени волни пожертвования. Има вид на пресечена пирамида с размери 300/150/130 cm. съставена от поредица гранитни блокчета увенчана с голям кръст.

## Възпоменателен текст
На паметника: 
| „ | За вѣчна слава на падналия тукъ на 29 XII 1877 г. руски унтеръ офицеръ Аврелиянъ за свободата на Копривщица 1939 отъ призн. гражданство. | “ |

На възпоменателната плоча в храм „Свети Николай“: 
| „ | А теперь болгары волны, мы же казаки, довольны. Братьям нашим помогли, православный мир спасли. Казашка песен 1878 г. В памет на унтер офицер Аврелиян убит на 29 XII 1877 г. От признателна Копривщица 2008 г. | “ |

## В памет на Аврелиян
При преследването на турските части, в местността Джафарица на 29 декември 1877 г, загива казакът унтер-офицер Аврелиян от първа конна бригада на II гвардейска дивизия.На лобното място на руският войник през 1939 година е съграден паметник от признателното гражданство. От тогава там редовно се провеждат възпоменателни тържества.С подходяща церемония и в присъствието на почти цялото градско население на 11 януари 1878 г., тленните останки на воина са положени в храм Свети Николай. В полагането на тленните останки на Аврелиян взимат участие и руски военен хор и оркестър.